# Lordelo do Ouro e Massarelos
Lordelo do Ouro e Massarelos (oficialmente: União das Freguesias de Lordelo do Ouro e Massarelos)  é uma freguesia portuguesa do município de Porto, com 5,34 km² de área e 27 911 habitantes (censo de 2021). A sua densidade populacional é 5 226,8 hab./km².

## História
Foi constituída em 2013, no âmbito de uma reforma administrativa nacional, pela agregação das antigas freguesias de Lordelo do Ouro e Massarelos.

## Demografia
A população registada nos censos foi:
| Distribuição da População por Grupos Etários | Distribuição da População por Grupos Etários | Distribuição da População por Grupos Etários | Distribuição da População por Grupos Etários | Distribuição da População por Grupos Etários | Distribuição da População por Grupos Etários |
| -------------------------------------------- | -------------------------------------------- | -------------------------------------------- | -------------------------------------------- | -------------------------------------------- | -------------------------------------------- |
| Antes da agregação                           |                                              |                                              |                                              |                                              |                                              |
| Ano                                          | 0-14 anos                                    | 15-24 anos                                   | 25-64 anos                                   | >= 65 anos                                   | Total                                        |
| 2001                                         | 4271                                         | 4321                                         | 16117                                        | 5259                                         | 29968                                        |
| 2011                                         | 3870                                         | 3239                                         | 15932                                        | 6018                                         | 29059                                        |
| Após a agregação                             |                                              |                                              |                                              |                                              |                                              |
| Ano                                          | 0-14 anos                                    | 15-24 anos                                   | 25-64 anos                                   | >= 65 anos                                   | Total                                        |
| 2021                                         | 3591                                         | 2865                                         | 14574                                        | 6881                                         | 27911                                        |

## Património

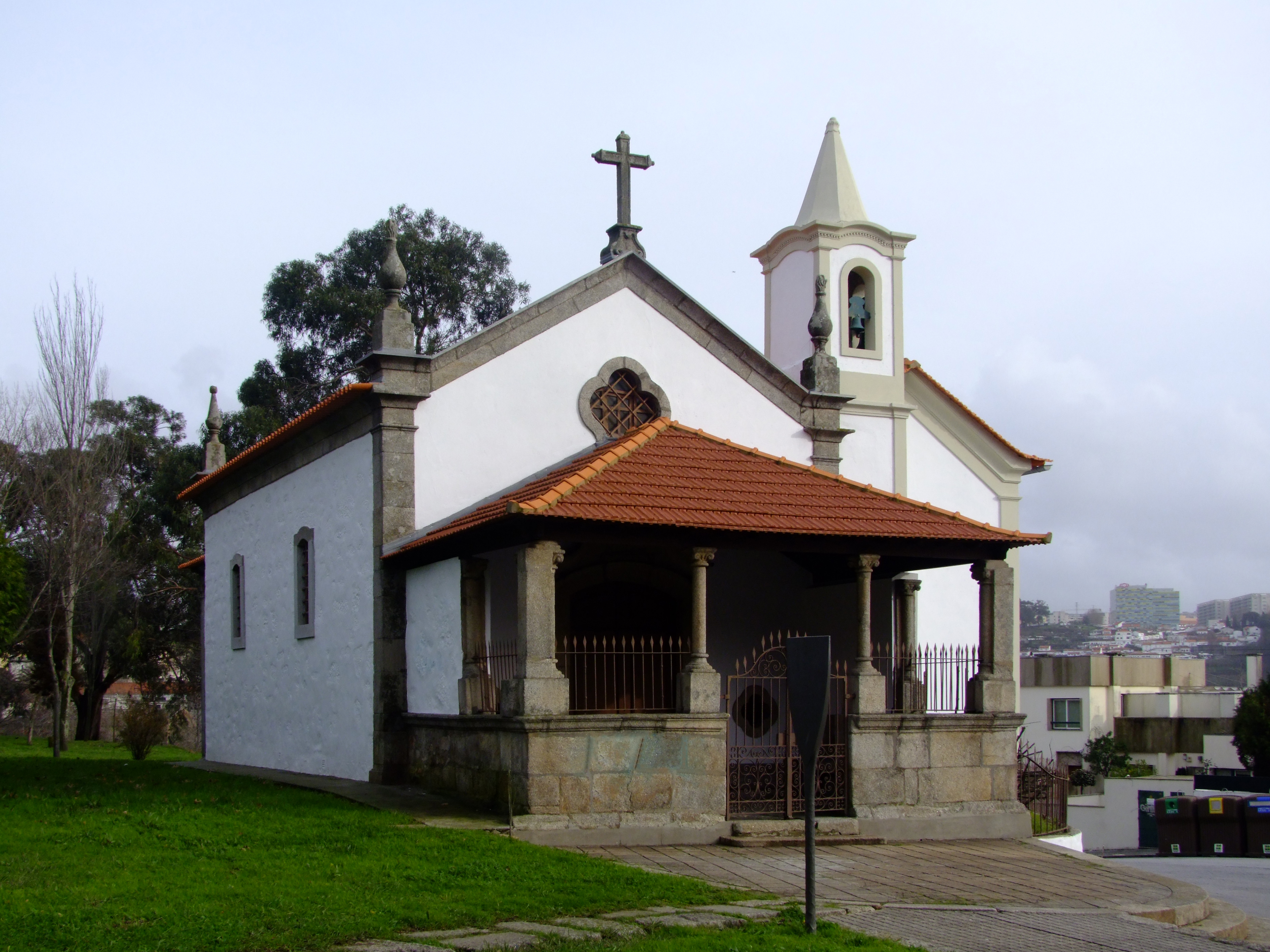
Capela do Senhor e da Senhora da Ajuda.

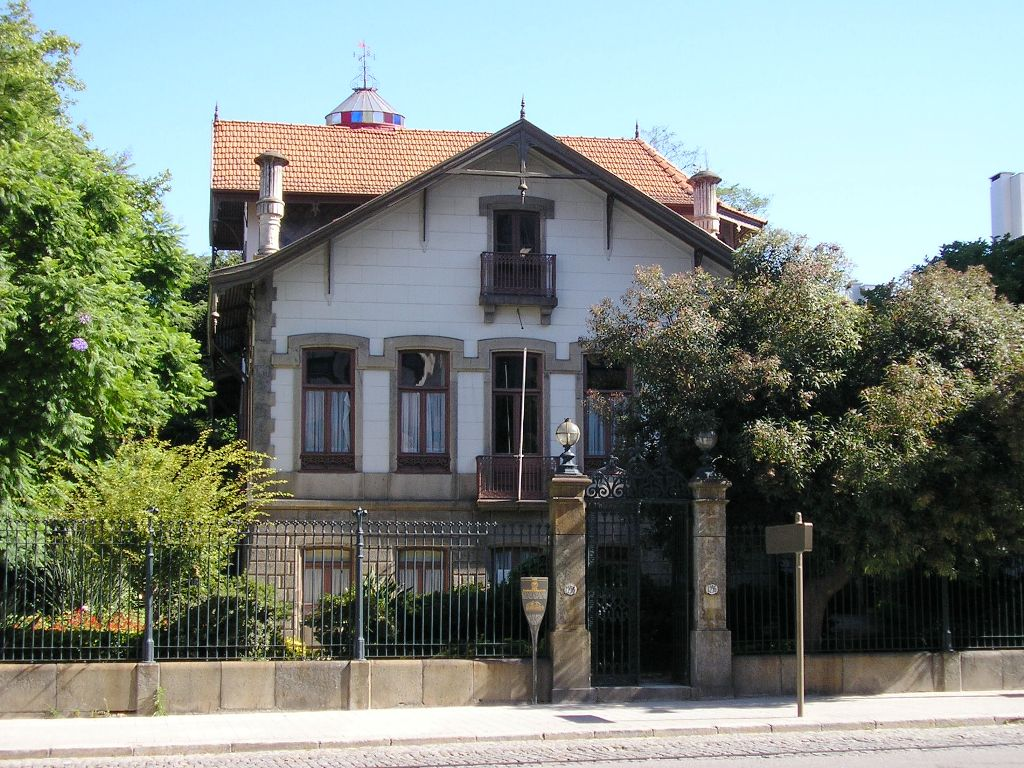
Palacete da Viscondessa de Santiago de Lobão.

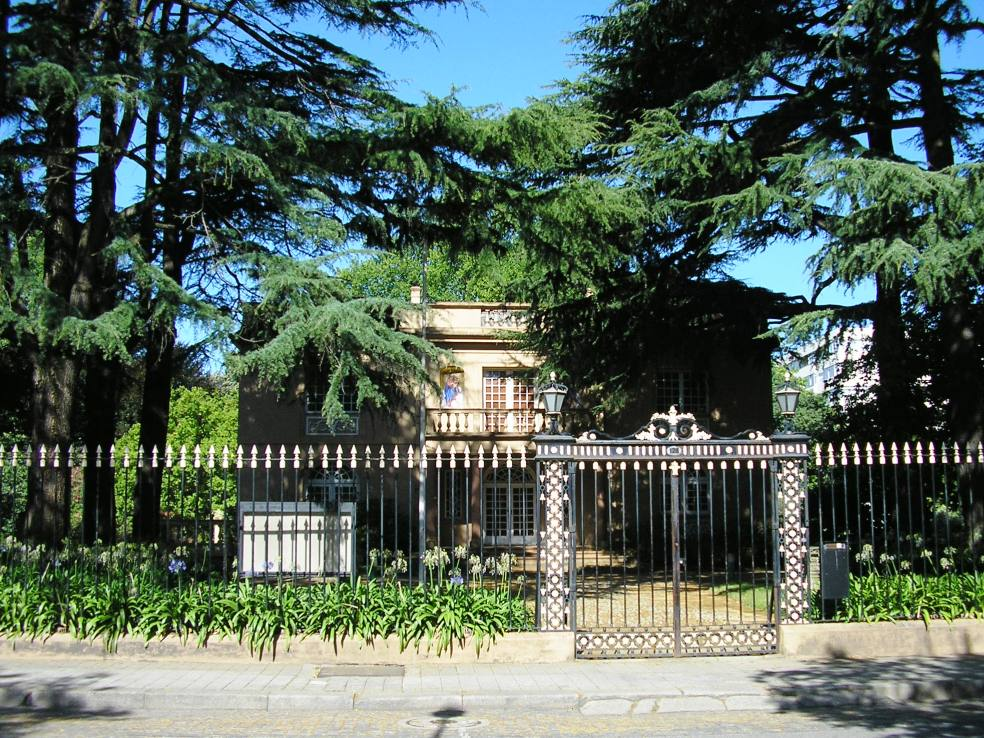
Palacete do Visconde de Vilar de Allen.

### Classificado peloIGESPAR
- Capela do Senhor e Senhora da Ajuda
- Casa e Capela da Quinta do Bom Sucesso
- Casa Primo Madeira (habitação e logradouro na rua do Campo Alegre, 855 a 1021)
- Colégio dos Maristas (edifício onde esteve instalado)
- Conjunto na Zona do Campo Alegre e Arrábida, junto às ruas do Campo Alegre, da Rainha D. Estefânia, do Bom Sucesso e da travessa do Campo Alegre
- Conjunto urbano de Lordelo do Ouro - avenida da Boavista, 2045 a 2831 e avenida do Marechal Gomes da Costa, 1 a 19
- Convento da Madre de Deus de Monchique ou  Armazém do Mosteiro da Madre de Deus de Monchique ou Armazém do Cais Novo
- Edifício do Frigorífico do Peixe ou Lota de Peixe de Massarelos ou Entreposto Frigorífico do Peixe ou Armazéns Frigoríficos de Massarelos
- Faculdade de Arquitetura da Universidade do Porto
- Igreja de São Martinho de Lordelo ou Igreja de Lordelo do Ouro
- Mercado do Bom Sucesso
- Museu de Arte Contemporânea ou Casa de Serralves ou Parque de Serralves ou Quinta do Riba de Ave ou Primitiva Quinta do Conde de Vizela ou Primitiva Quinta de Carlos Alberto Cabral (e zona envolvente)
- Palacete da Viscondessa de Santiago de Lobão (incluindo mata exótica, estufa, casa do guarda, coreto, lago, moinho de vento e jardim)
- Palacete do Visconde de Vilar de Allen ou Casa das Artes
- Pavilhão Rosa Mota ou Pavilhão dos Desportos, nos jardins do Palácio de Cristal
- Quinta do Vilar ou Quinta Pacheco Pereira
- Torre do Palácio dos Terenas ou Torre de Pedro-Sem

### Referênciado peloIHRU
- Biblioteca Almeida Garrett
- Casa Burmester

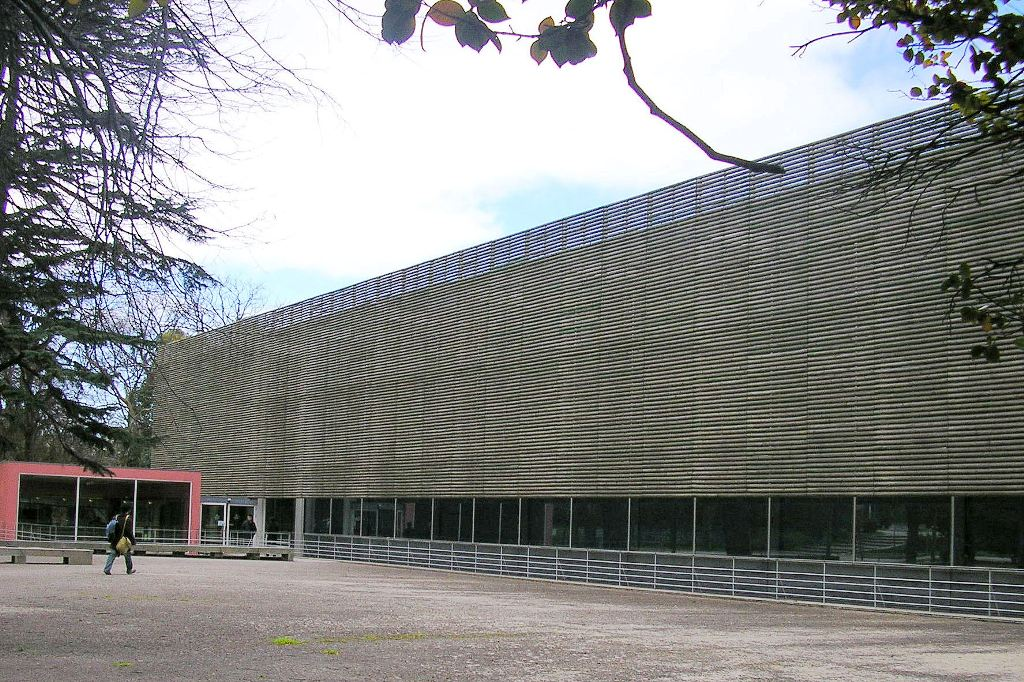
Biblioteca Almeida Garrett.

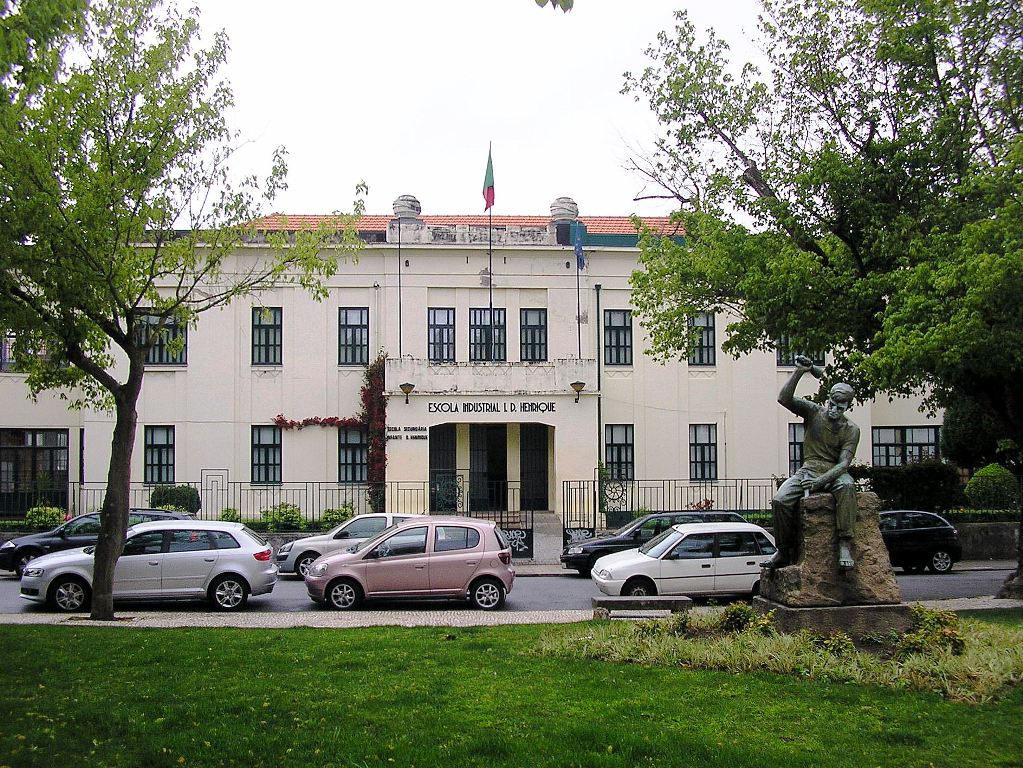
Antiga Escola Industrial Infante D. Henrique.

- Casa e Capela dos Navegantes ou Capela de Sobreiras
- Casa Tait
- Companhia Aliança, SARL
- Palacete e Jardim do Campo Pequeno, dos Pinto Leite
- Edifício da Junta de Freguesia de Lordelo do Douro
- Edifício da Junta de Freguesia de Massarelos
- Edifício Montepio Geral
- Edifício na Avenida da Boavista, 1059
- Edifício na Avenida da Boavista, 1065
- Edifício na Rua D. Manuel II, 184-192
- Edifício na Rua da Estefânia, 251
- Estação Massarelos (Comp. Carris Americanos)
- Fábrica de Curtumes do Bessa
- Fábrica de Lanifícios de Lordelo (antigo Convento)
- Farol Medieval / Farol dos Três Bicos / Farol das Três Orelhas / Farolim das Sobreiras
- Fonte da Cantareira / Fonte das Sobreiras
- Fonte da Rua D. Pedro V
- Fonte das Ratas
- Fonte de Massarelos
- Fonte de Santa Catarina / Fonte da Rua Luís Cruz
- Fonte de Vilar
- Fonte do Caco e Lavadouros ou Fonte das Azenhas e Lavadouros
- Fonte do Largo da Maternidade
- Fonte do Ouro
- Imóvel da Farmácia Magalhães
- Instituto do Arcediago Van-Zeller
- Jardim Botânico do Porto ou casa dos Andresen
- Jardins do Palácio de Cristal
- Maternidade Júlio Dinis
- Museu do Carro Elétrico
- Museu do Vinho do Porto
- Museu Romântico da Quinta da Macieirinha ou Solar do Vinho do Porto
- Palácio dos Terenas
- Parque da Pasteleira
- Planetário do Porto
- Ponte da Arrábida
- Prédio na Avenida da Boavista, 1294
- Quinta da Murta (rua do Senhor da Boa Morte)
- Quinta do Suíço (rua da Arrábida)
- Teatro do Campo Alegre

## Jardins
- Jardins do Palácio de Cristal
- Jardim da Pena

## Religião
- Capela do Bom Sucesso
- Capela Carlos Alberto ou Capela de São Carlos Borromeu nos Jardins do Palácio de Cristal
- Capela dos Navegantes ou Capela de Sobreiras
- Capela de Santa Catarina ou Capela de Santa Catarina e Senhora dos Anjos
- Capela de Santana ou Capela do Bairro de Lordelo do Ouro
- Capela de São Francisco de Paula
- Capela do Senhor e Senhora da Ajuda
- Capela do Senhor da Boa Nova
- Igreja Matriz de Massarelos ou Igreja do Corpo Santo de Massarelos
- Igreja de Nossa Senhora da Ajuda ou Igreja da Pasteleira
- Igreja do Santíssimo Sacramento
- Igreja de São Martinho de Lordelo ou Igreja de Lordelo do Ouro
- Seminário de Vilar
- Sinagoga Kadoorie (Comunidade Judaica Mekor Haim - Fonte de Vida)
- Tabernáculo Baptista ou Igreja Batista do Porto

## Ensino

### Universidades
- Faculdade de Arquitetura da Universidade do Porto (FAUP)
- Faculdade de Ciências da Universidade do Porto (FCUP)
- Faculdade de Letras da Universidade do Porto (FLUP)

### Escolas
- Colégio de Nossa Senhora de Lourdes
- Escola Básica do 1.º Ciclo das Condominhas / Escola Primária do Bairro das Condominhas / Antiga Escola Nº 34
- Escola Básica do 1.º Ciclo com Jardim de Infância da Pasteleira
- Escola Secundária do Infante D. Henrique ou Antiga Escola Industrial do Infante D. Henrique
- Escola Técnica Elementar Gomes Teixeira ou Escola EB 2.3 Gomes Teixeira
- Escola Santa Maria (Colégio Privado)

## Bairros
- Bairro do Aleixo
- Bairro de António Bessa Leite
- Bairro de Casas para Famílias Pobres do Bom Sucesso ou Bairro do Bom Sucesso
- Bairro das Condominhas
- Bairro da Cooperativa "O Lar Familiar"
- Bairro do Dr. Nuno Pinheiro Torres
- Bairro Inês ou Bairro Operário Ignez
- Bairro do Marechal Gomes da Costa
- Bairro da Mouteira
- Bairro da Pasteleira
- Bairro de Penoucos
- Bairro da Rainha D. Leonor ou bairro das Sobreiras
- Bairro Social da Arrábida ou Bairro Operário da Arrábida ou Bairro Sidónio Pais
- Colónia Viterbo de Campos